# Nua
Nua és el tercer àlbum de la cantautora catalana Judit Neddermann, publicat amb el segell discogràfic de Satélite K el febrer de 2018. L'àlbum conté 13 cançons i tracten temàtiques de transcendència vital com l'amor, el desamor, el guany, la pèrdua, la justícia o la injustícia, totes elles des d'un prisma sentimental, reivindicatiu i reflexiu. També s'ha reivindicat com una obra de confidències dels seus sentiments més íntims, a cop de rialles i exaltació vital.
Darrere de cada cançó hi ha una història personal produïda exclusivament per ella, si bé la cançó «Yo vengo a ofrecer mi corazón» és una versió de la peça musical homònima de Fito Páez. D'altra banda, per la cançó «Com viure sense tu» es va inspirar en «Plor» d'El Petit de Cal Eril.

## Llistat de cançons
| Núm.          | Títol                           | Composició       | Durada |
| ------------- | ------------------------------- | ---------------- | ------ |
| 1.            | «Em diràs adéu»                 | Judit Neddermann | 4:04   |
| 2.            | «Vai vai vai»                   | Judit Neddermann | 3:00   |
| 3.            | «Els ocells»                    | Judit Neddermann | 3:59   |
| 4.            | «21»                            | Judit Neddermann | 3:43   |
| 5.            | «Ubi sunt»                      | Judit Neddermann | 3:47   |
| 6.            | «No volem més cops»             | Judit Neddermann | 3:16   |
| 7.            | «Vinc d'un poble»               | Judit Neddermann | 3:56   |
| 8.            | «Nua»                           | Judit Neddermann | 1:12   |
| 9.            | «El galgo viene»                | Judit Neddermann | 2:25   |
| 10.           | «Yo vengo a ofrecer mi corazón» | Judit Neddermann | 3:06   |
| 11.           | «Pols»                          | Judit Neddermann | 4:27   |
| 12.           | «33 hores de bus»               | Judit Neddermann | 3:12   |
| 13.           | «Com viure sense tu»            | Judit Neddermann | 4:02   |
| Durada total: | Durada total:                   | Durada total:    | 45:15  |